# Värmlands runinskrifter 4
Vr 4 är en medeltida ( b 1200-t) dopfunt, sockeln av sandsten i Övre Ulleruds kyrka, Övre Ulleruds socken och Forshaga kommun. futhark 
Runristning, idag som fotsten till dopfunt, 0.9 m diameter och 0.2 m tjock. På fotens ovansida är runristningar. Stenen består av sandsten och de ursprungligen två delarna är sammanfogade med betong. De tvådelarna hittades 1766 resp. 1769 av kyrkoherden Kihlman vid rivning av den gamla kyrkogårdsmuren.

## Inskriften
Translitterering av runraden:
fuþorkhniastblmʀ fuþ...
Normalisering till äldre fornsvenska:
''fuþorkhniastblmʀ fuþ...''
Inskriften på Ulleruds funtenssockelplatta består av den 16-typiga runraden ristad två gånger. Den ena futharken är fullständigt bevarad, av den andra återstår endast de tre första runorna.  Blandning av normal runor och kortkvist runor dateras till början av 1200-talet. 16-typiga futharken är vanlig i kyrkor och på kyrkliga föremål. Inskriften ger ett exempel på alfabetmagi. Den har ristats som ett skydd mot onda makter, för att skydda dopakten.